# Tankefrihed

Tankefrihed (også kaldet samvittighedsfrihed) er den frihed, et individ har til at have et synspunkt, en holdning, et perspektiv, en mening eller en tanke uden statens indgriben. Tankefrihed er således nært forbundet med ytringsfrihed.
Retten til tankefrihed fastslås i artikel 9 i Den Europæiske Menneskerettighedskonvention.
| filosofi | Spire Denne filosofiartikel er en spire som bør udbygges. Du er velkommen til at hjælpe Wikipedia ved at udvide den. |